# Ješ atid
Ješ atid (hebrejsky יש עתיד, doslova „Budoucnost existuje“) je izraelská centristická politická strana, založená v lednu 2012 bývalým novinářem Ja'irem Lapidem. Poprvé kandidovala v parlamentních volbách v roce 2013, v nichž se ziskem 19 poslaneckých mandátů stala druhou nejsilnější stranou v Knesetu. Následně strana vstoupila do koaliční vlády vedenené pravicovou stranou Likud. Po špatném výsledku ve volbách roku 2015 strana odešla do opozice. V roce 2019 vytvořila centristickou koalici Kachol lavan se stranami Chosen le-Jisra'el Binjamina Gance a Telem Mošeho Ja'alona. Již v březnu 2020 se ale koalice rozpadla.
Ve volbách 2021 se strana umístila na druhém místě se ziskem 17 mandátů. Coby lídři opozice sestavili vládu velké koalice. Bylo to historicky poprvé co byla do vládní koalice přizvána také strana izraelských Arabů. V prvním polovině funkčního období byl premiérem Naftali Bennett (za koalici Jamina), kvůli problémům v koalici ho ale Ja'ir Lapid ve funkci premiéra vystřídal jen na období mezi červencem a listopadem 2022. Po volbách z listopadu 2022 odešla strana do opozice.

## Volební výsledky
| Volby        | Počet hlasů            | Hlasy %                | Mandátů | Změna |
| ------------ | ---------------------- | ---------------------- | ------- | ----- |
| 2013         | 543 478                | 14,32                  | 19/120  | –     |
| 2015         | 371 602                | 8,81                   | 11/120  | ▼ 8   |
| 2019 (duben) | v koalici Kachol lavan | v koalici Kachol lavan | 15/120  | ▲ 4   |
| 2019 (září)  | v koalici Kachol lavan | v koalici Kachol lavan | 13/120  | ▼ 2   |
| 2020         | v koalici Kachol lavan | v koalici Kachol lavan | 13/120  | ▬     |
| 2021         | 614 112                | 13,93                  | 17/120  | ▲ 4   |
| 2022         | 847 435                | 17,79                  | 24/120  | ▲ 7   |

## Poslanci

### Zvolení ve volbách do 19. Knesetu v lednu 2013
- Ja'ir Lapid
- Šaj Piron
- Ja'el German
- Me'ir Kohen
- Ja'akov Peri
- Ofer Šelach
- Aliza Lavie
- Jo'el Razvozov
- Adi Koll
- Karin Elharar
- Mickey Levy
- Šim'on Solomon
- Ruth Calderon
- Pnina Tamano-Šata
- Rina Frenkel
- Jif'at Kariv
- Dov Lipman
- Bo'az Toporovsky
- Ronen Hoffman

### Zvolení ve volbách do 20. Knesetu v březnu 2015
- Ja'ir Lapid
- Šaj Piron
- Ja'el German
- Me'ir Kohen
- Ja'akov Peri
- Ofer Šelach
- Chajim Jelin
- Karin Elharar
- Jo'el Razvozov
- Aliza Lavie
- Mickey Levy